# Клониці
Клониці (пол. Kłonice) — село в Польщі, у гміні Пашовиці Яворського повіту Нижньосілезького воєводства.
Населення — 118 осіб (2011).
У 1975-1998 роках село належало до Легницького воєводства.

## Демографія
Демографічна структура станом на 31 березня 2011 року:
|          | Загалом | Допрацездатний вік | Працездатний вік | Постпрацездатний вік |
| -------- | ------- | ------------------ | ---------------- | -------------------- |
| Чоловіки | 66      | 21                 | 41               | 4                    |
| Жінки    | 52      | 6                  | 33               | 13                   |
| Разом    | 118     | 27                 | 74               | 17                   |

## Галерея

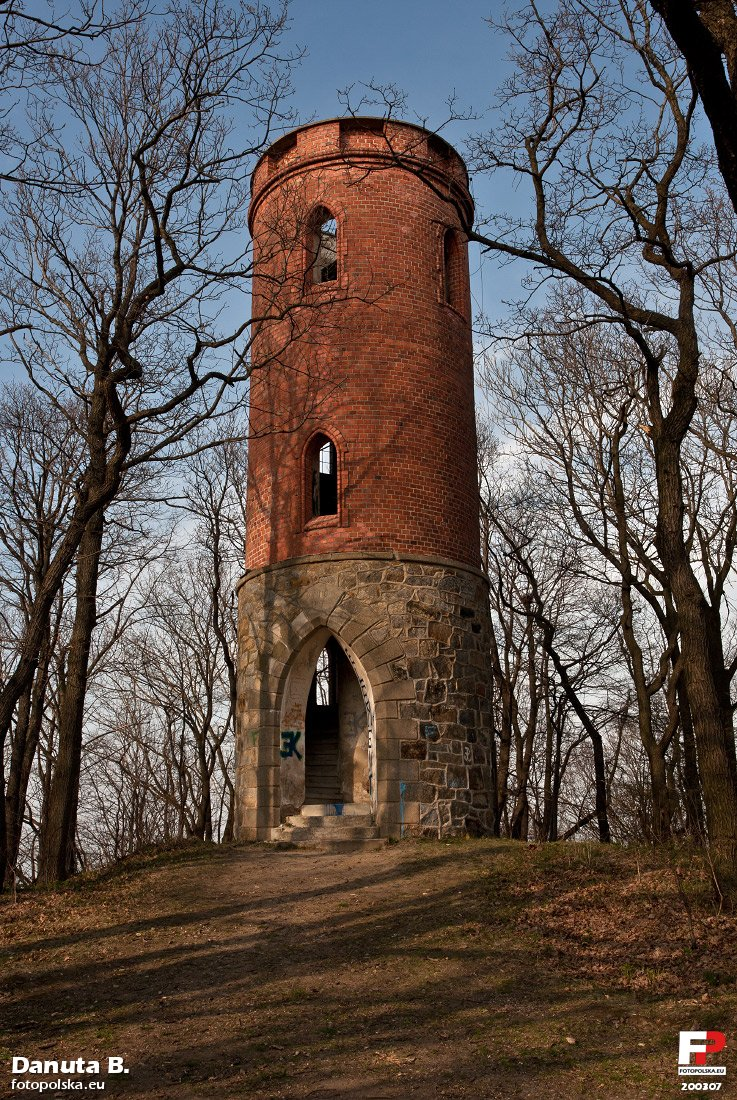
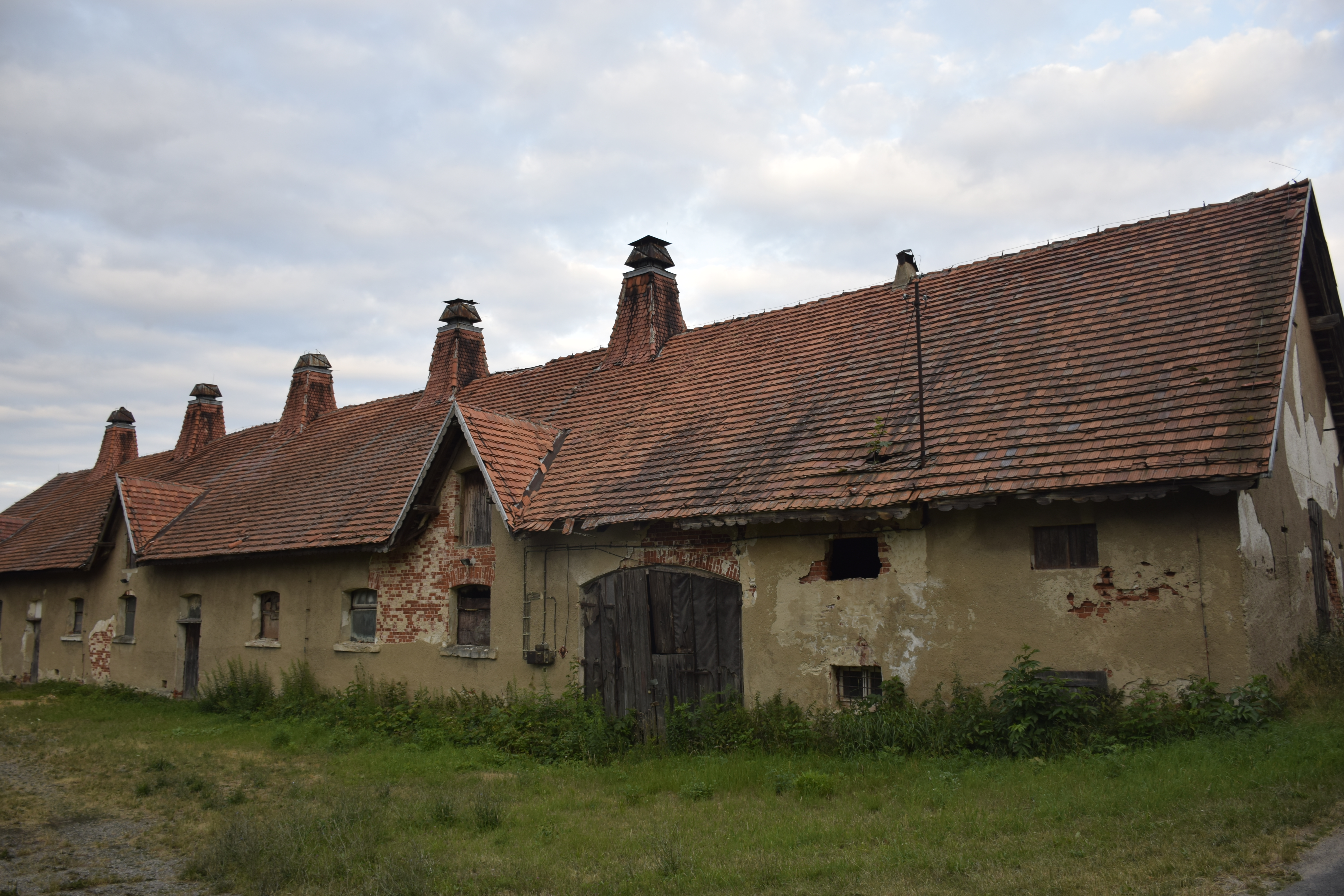
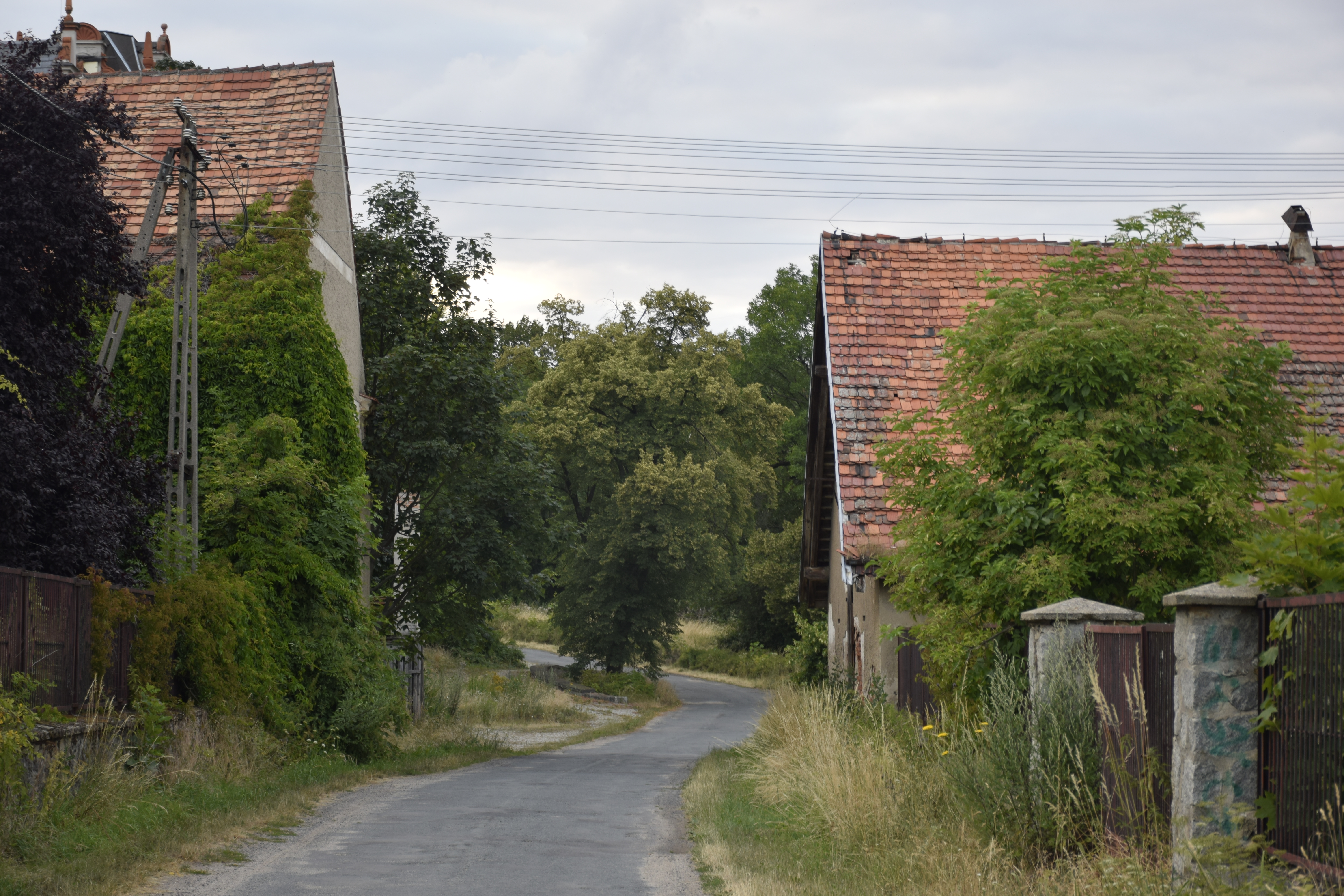
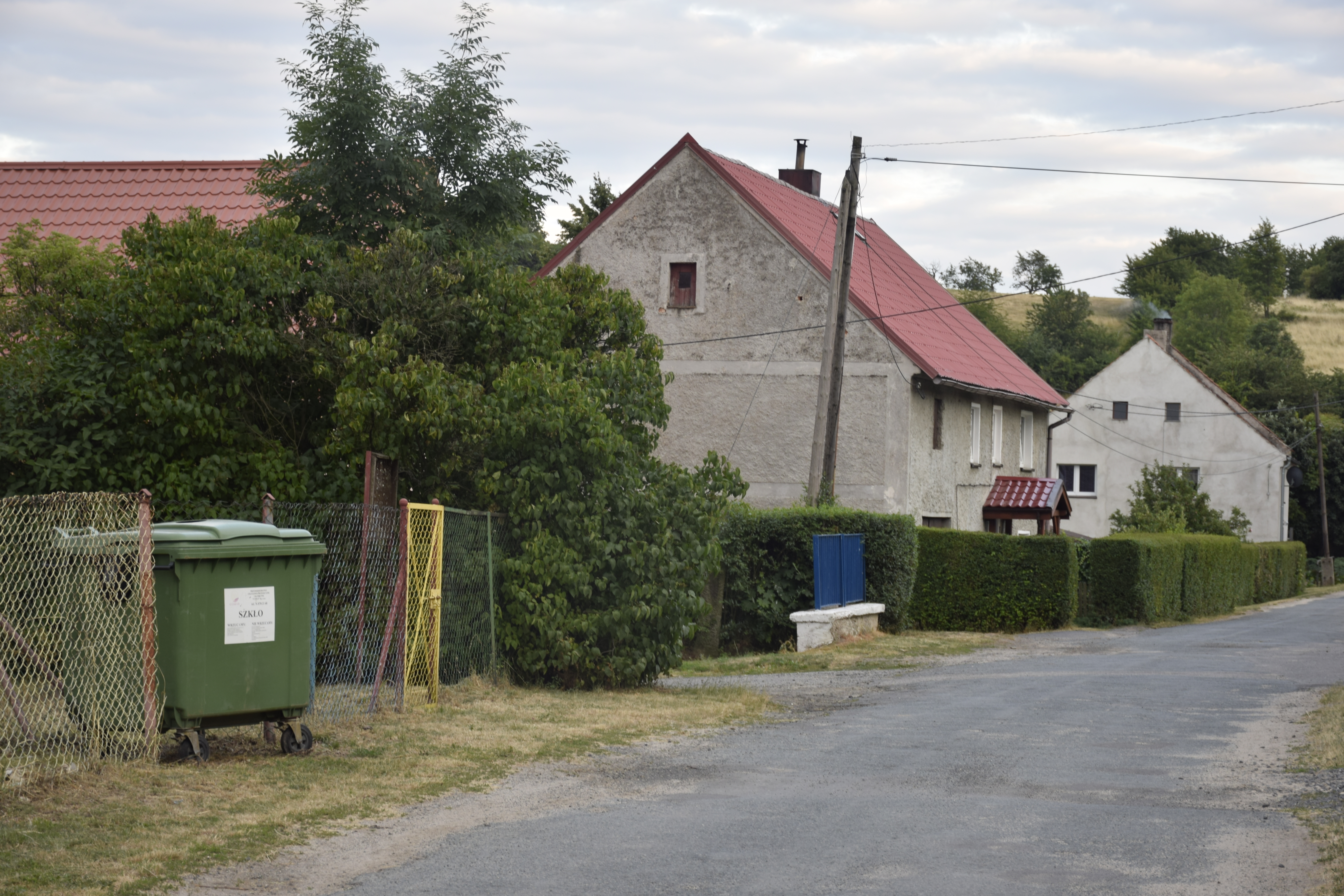